# NGC 1825
NGC 1825 је расејано звездано јато у сазвежђу Златна риба које се налази на NGC листи објеката дубоког неба.
Деклинација објекта је - 68° 55' 36" а ректасцензија 5h 4m 19,0s. Привидна величина (магнитуда) објекта NGC 1825 износи 12,0. NGC 1825 је још познат и под ознакама ESO 56-SC53.